# Arc-Wattripont
Arc-Wattripont est le nom d'une ancienne commune de Belgique située en Région wallonne dans la province de Hainaut. Cette commune est née en 1971 de la fusion des communes d'Arc-Ainières et de Wattripont. La commune fut à son tour fusionnée à la commune de Frasnes-lez-Anvaing lors de la fusion des communes en 1977.

## References
1. ↑  « Titre de la page », sur Petit Futé (consulté le 25 juin 2024)